# Битва за Ель-Гуттар
Битва за Ель-Гуттар (англ. Battle of El Guettar) — бойові дії, що стались 23 березня — 3 квітня 1943 між американськими та німецько-італійськими військами поблизу міста Ель-Катар у Французькому Тунісі. Ця битва сталася у ході Туніської кампанії в Північній Африці й була першим випадком коли американські танкові частини перемогли досвідчені німецькі танкові війська; однак загальний результат боїв залишився не визначеним.

## Історія

### Передумови
Перші зіткнення американського 2-го корпусу 1-ї британської армії 18-ї групи армій з німецькими військами в Тунісі завершились для військ генерал-лейтенанта Л.Фредендалля серйозними втратами, а танкова битва за перевал Кассерін ледь не перетворилася для американців на катастрофу. Завдавши значних втрат американській армії Е.Роммель перебував на грані її повного розгрому, але змушений був повернутися на схід, де до лінії Марет наближались основні сили 8-ї армії генерала Б.Монтгомері. Таким чином, німецько-італійські війська мусили стримувати ворожі сили з двох напрямків. Залишивши мінімальну кількість військ на західному напрямку група армій «Африка» зосередила свої основні зусилля на сході.

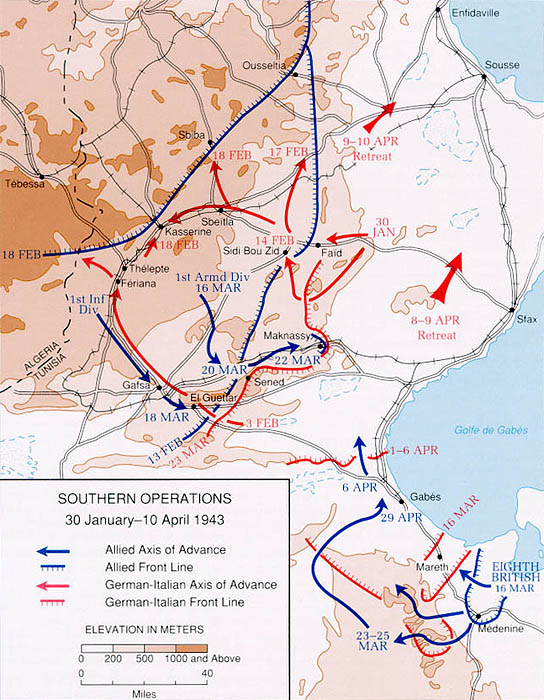
Карта боїв у Тунісі з 30 січня до 10 квітня 1943 року

Скориставшись паузою в бойових діях, американське керівництво вжило ряд заходів, намагаючись поліпшити стан справ у військах. По-перше, це торкнулось командування 2-го корпусу: 6 березня 1943 року замість нерішучого та неавторитетного генерала Л.Фредендалля командиром корпусу став генерал-майор Дж. Паттон, який відразу розпочав кардинальні зміни в стилі управління військами та в тактиці дій підпорядкованих американських підрозділів. Стиль його управління разюче відрізнявся від попередника. Як акцентував Дж. Паттон в одному зі своїх наказів на захоплення панівних висот,

| «я очікую на таки втрати серед офіцерів, особливо серед штабних офіцерів, що запевнять мене в тому, що були вжиті максимальні спроби виконати бойове завдання Оригінальний текст (англ.) "I expect to see such casualties among officers, particularly staff officers, as will convince me that a serious effort has been made to capture this objective" |
Американці інтенсивно змінювали тактику дій своїх підрозділів, поліпшуючи взаємодію між артилерійськими та загальновійськовими частинами, а також авіацією безпосередньої підтримки на полі бою. Паттон приділяв увагу тактиці дій артилерійських підрозділів, домагаючись дислокувати їх якомога ближче до переднього краю та діяти більш рішуче в ході бою в інтересах армійських командирів.
17 березня 1-ша піхотна дивізія кидком опанувала місто Гафса та влаштувала з нього передову базу підготовки до подальшого наступу. 18 березня 1-й батальйон рейнджерів здійснив рейд та захопив оазу Ель-Катар. Італійський гарнізон практично не чинив спротив, але після організованого відходу з міста осідлав панівні висоти та зайняв проходи у горах, блокувавши можливість подальшого просування американців на схід.

### Битва
Командування німецько-італійської групи армій «Африка», оцінивши загрозу, що утворили американські формування на західному напрямку, та наказали командиру 10-ї танкової дивізії генерал-лейтенанту Ф. фон Бройху зупинити подальше просування 2-го корпусу армії США. Командування корпусом «Африка» лягло на генерала Г.-Ю. фон Арніма, який змінив Е. Роммеля на посади на час його відбуття до Німеччини. Фон Арнім поділяв думку свого начальника щодо низьких бойових якостей американських військ та сподівався, що стрімких дій однієї танкової дивізії буде достатньо для розгрому противника та відбиття його на вихідні рубежі.
О 06:00 23 березня 50 танків 10-ї танкової дивізії, посилені мотопіхотою на напівгусеничних бронетранспортерах Sd.Kfz 251, та за підтримки вогню артилерії атакували позиції американських військ на висотах поблизу Ель-Катару. Прикриваючись вогнем 88-мм гармат, виставлених на стрільбу прямим наведенням, німці на БТР максимально наблизились до опорних пунктів ворога на схилах гір й, спішившись, атакою з ходу увірвались на позиції американців. На першому рубежі оборони зав'язались бої впритул і невдовзі підрозділи Дж. Паттона змушені були відступити із займаних позицій.
Однак, подальше просування німецьких військ моментально зупинилось, коли вони наразились на мінне поле, встановлене за першим рубежем оборони американців. Підрозділи 10-ї танкової дивізії розпочали перегрупування, чим негайно скористались заздалегідь підготовлені артилерійські та протитанкові формування американців. Вогнем з коротких відстаней протитанкові гармати, у тому числі винищувачі танків M10 Wolverine, які щойно прибули на поле бою, швидко знищили 30 ворожих танків і до 09:00 німці відступили з місця бою назад.
Друга спроба 10-ї танкової дивізії гітлерівців атакувати була вжита о 16:45, але знову ж таки, американські піхотні формування під тиском відступили, а артилерія завдала противникові збитків, примусивши його танки й піхоту відійти до вихідного положення. Після цього командир 10-ї танкової дивізії генерал-лейтенант Ф. фон Бройх вже не ризикував продовжити атаки й віддав наказ закріпитися на займаних рубежах. Свій штаб він розмістив у Габесі.

### Продовження боїв
19 березня 1943 року 8-ма британська армія генерала Б.Монтгомері здійснила першу невдалу спробу атакувати лінію Марет. На своєму напрямку американці продовжили повільно просуватися вперед, намагаючись вибити ворожі підрозділи з долини поблизу Ель-Катару та зайняти усі висоти Східного гірського хребта. Італійсько-німецькі війська чинили запеклий опір, тому рух вперед коштував американцям значних втрат у живій силі та техніці.
23 березня німці провели успішну контратаку, прорвавши оборону 1-ї піхотної дивізії на глибину до 6 миль. У боях були знищені до 40 американських танків та захоплено в полон 170 військовослужбовців, як згодом рапортувало італійське командування.
26 березня в ході операції «Суперчардж II» британські війська маневром обійшли оборонні рубежі «лінії Марет» і 10-й корпус британців під командуванням генерала Б. Хоррокса обійшов плато Матмата, зайняв перевал Тебага та місто Ель-Хама на північному фланзі «Лінії Марет». Цей обхідний маневр одразу ж зробив оборону на лінії марною, але протитанковій артилерії німецько-італійських частин вдалося зупинити просування корпусу Хоррокса. Таким чином німці розраховували виграти час для відступу основних сил: за 48 годин захисники «Лінії Марет» пройшли 60 кілометрів на північний схід і зайняли нові оборонні позиції на підступах до Ваді-Акарит біля Габеса. Позиції американців біля Ель-Катару виявилися ціннішими через те, що від них йшла дорога прямо до Габеса.
30 березня американські 1-ша та 9-та піхотні дивізії за підтримки тактичної групи від 1-ї бронетанкової дивізії атакували позиції противника на висоті 369. Однак, потрапивши на міні та під вогонь протитанкових гармат німців і, втративши 5 танків і до роти піхоти 47-го піхотного полку, американці відступили. 31 березня зранку війська Дж. Паттона знову розпочали наступ, вклинились у позиції противника, але італійська контратака у фланг змусила їх відійти із нових рубежів у вихідне положення. Спроба наступати 1 квітня також провалилася практично відразу з початку штурму.
Дж. Паттон отримав наказ оволодіти висотою 772, і генерал віддав наказ 1-ій дивізії продовжити спроби атакувати висоту 369, а 9-ту піхотну дивізію перенацілів на нове завдання. італійський генерал Джованні Мессе запросив підтримки з боку 21-ї німецької танкової дивізії й у взаємодії з ними чинив опір спробам наступальних дій американської армії. Поступово активні дії припинилися й війська обох сторін перейшли до позиційних боїв.